# Морський слон
Морський слон, або мірунга (Mirounga) — рід морських ссавців родини тюленевих (Phocidae).
Назву «морський слон» мірунги отримали завдяки своєму хоботоподібному носу в самців. Хоча морські слони відносяться до справжніх тюленів, своєю поведінкою та деякими іншими ознаками вони більше нагадують вухатих тюленів. Слово Mirounga, як повідомляють, був терміном (точніше miouroung) для позначення тварин мовою австралійських аборигенів. Однак невідомо, яку мову це представляє.

## Види
Існує два дуже схожі між собою види:
- північний морський слон (Mirounga angustirostris Gill, 1866), що мешкає на західному узбережжі Північної Америки
- південний морський слон (Mirounga leonina Linnaeus, 1758), що мешкає в Антарктиці.

Полювання на морських слонів у XIX столітті поставило їх на межу зникнення, але їх чисельність нині відновилася.

## Поширення
Ареалом північного морського слона є Тихоокеанське узбережжя США, Канади і Мексики. Ареал південного слона знаходиться в південній півкулі, на островах Південна Джорджія, Маккуорі, і на узбережжі Нової Зеландії, Південної Африки, Аргентини, півострова Вальдес.

## Фізіологія

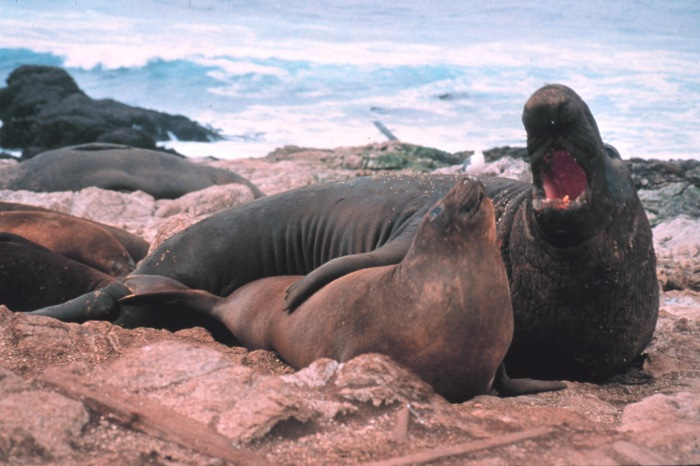
У морських слонів невеликий хобот має лише самець, а у самки він відсутній

У дорослих самців є своєрідне розростання носової порожнини, у вигляді здуття, що збільшується при збудженні і дещо нагадує короткий хобот (звідси і назва). Хобот росте постійно і досягає повних розмірів на восьмому році життя та висить над пащею з ніздрями вниз. В період спарювання хобот ще більше роздувається завдяки підвищеному приливу крові і використовується для створення надзвичайно голосного ревіння.
Відмінності у розмірах самців і самок вельми істотні. Самець може досягати у розмірах до шести з половиною метрів, а самка тільки три з половиною метри. Вага самця може становити до трьох з половиною тонн, максимальна вага самки — 900 кг. Найбільший відомий морський слон мав довжину 6,9 м при вазі 5000 кг.
Морські слони понад 80 відсотків свого життя проводять в океані. Вони можуть затримувати дихання на більш ніж 100 хвилин. Середня глибина їх занурення становить від 300 до 600 метрів, тривалістю, як правило, близько 20 хвилин для самиць і 60 хв (1 год) для самців. Хоча морські слони є чудовими плавцями, вони також здатні швидко рухатися на землі, де вони можуть розвинути більшу швидкість, ніж середньостатистична людина при русі по піщаних дюнах.
Від холоду морських слонів захищає їхній жир, навіть ліпше, ніж хутро. Волосся тварин і зовнішні шари шкіри линяють періодично. Щоб шкіра могла знову вирости, кровоносні судини йдуть через жир. Коли відбувається линяння, морські слони стають чутливими до холоду і тому мають перебувати в теплі на землі, в безпечному місці, т. зв. лежбищі.

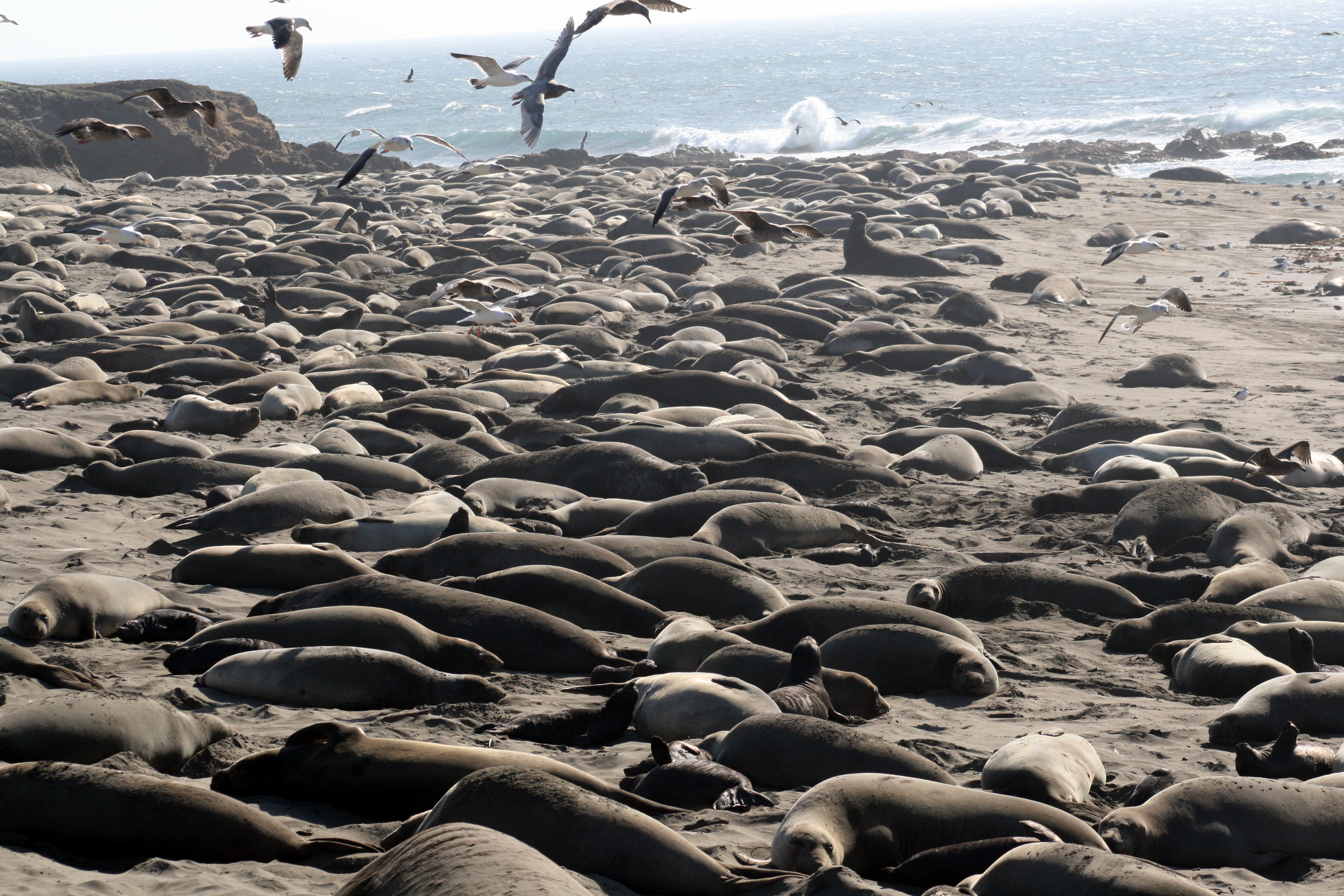
Лежбище морських слонів

## Поведінка

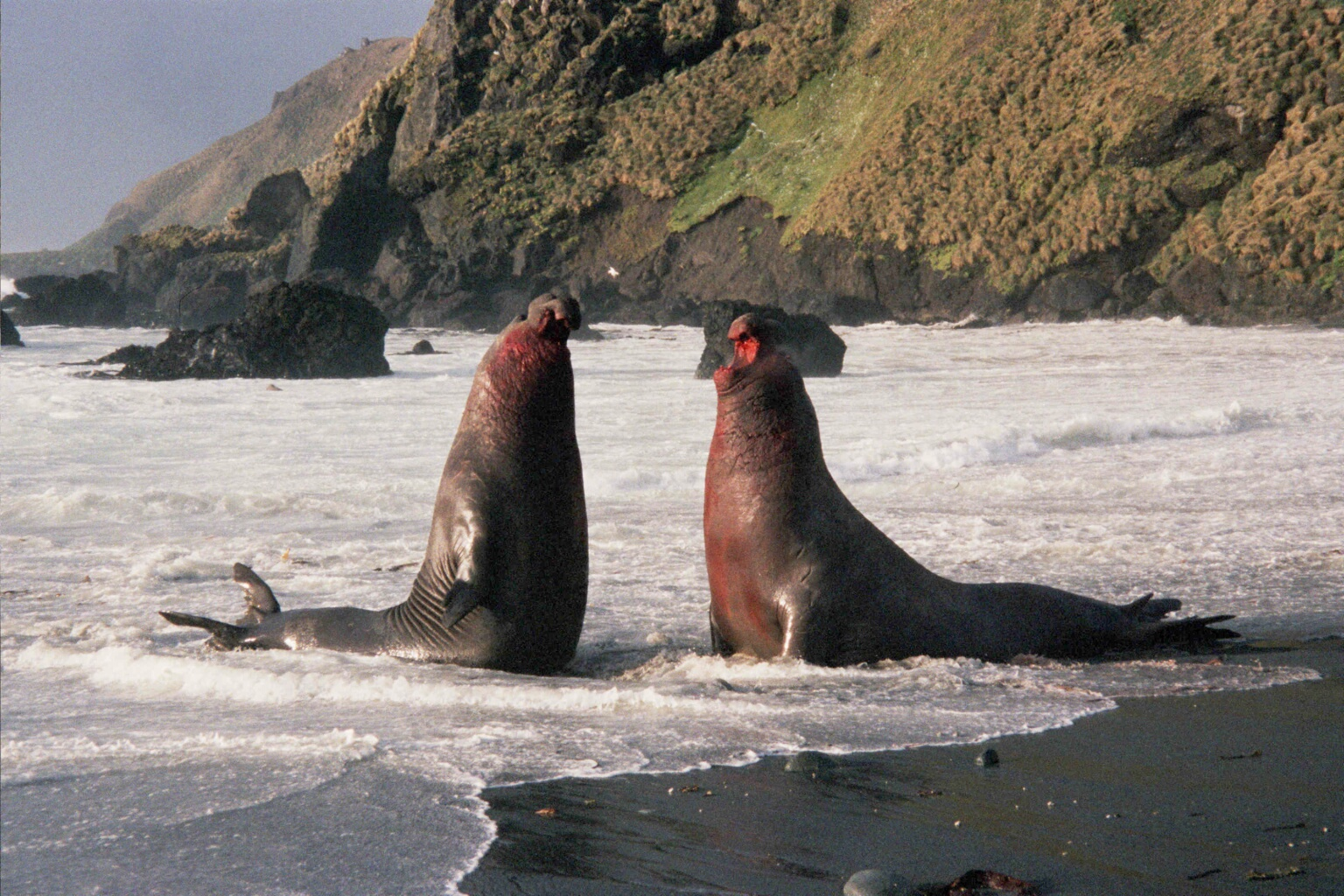
Кривавий поєдинок двох південних морських слонів

У період спарювання морські слони, які ведуть усамітнений спосіб життя, збираються у великі колонії. Співвідношення самців і самок при цьому приблизно становить один до десяти, іноді навіть один до двадцяти. За володіння гаремом між самцями відбуваються жорсткі поєдинки. Слабкі або молоді самці відтісняються на край колонії, де у них менш сприятливі умови для спарювання. Проте вони постійно намагаються пробратися в центр, що раз у раз призводить до нових поєдинків. Під захистом домінуючого самця запліднені самки народжують на світ своє потомство, зачате рік тому. Протягом декількох тижнів вони піклуються про дитинчат, перед тим як знову спаровуватися з самцем.
Якщо самець бажає спарюватися з самкою, він кладе на неї один зі своїх передніх плавників і кусає у потилицю. Після цього починається копуляція. Якщо самка опирається, самець заповзає на неї і позбавляє можливості рухатися під тиском своєї ваги. Постійні сутички і жорстка копуляція призводять до того, що дитинчата роздавлюються зрілими самцями. Щорічно від цього гине велика кількість молодняку. Статевої зрілості морські слони досягають у віці 3—4 роки. Однак, досить сильними, щоб вибороти власний гарем, самці стають лише у віці восьми років. Спаровування в більш ранньому віці для них малоймовірне. Середня тривалість життя самців через численні бої нижча, ніж у самок, і становить лише 14 років. Самки живуть в середньому на чотири роки довше.
Під час линяння, яке в самців проходить у серпні, морські слони припиняють бойові дії за гареми. Линяння самиць відбувається у травні-червні.

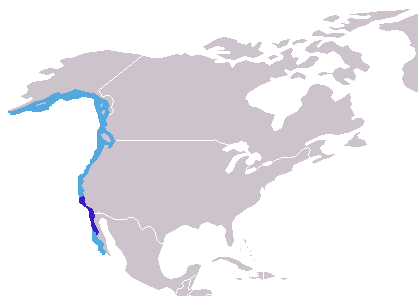
Ареал північних морських слонів

## Харчування
Здобиччю морських слонів є риби і головоногі. Морські слони можуть пірнати за здобиччю на глибину до 1400 м. Це можливо завдяки їх великій масі та великому об'єму гемоглобіну у крові, що здатен зберігати багато кисню. Як і у китів, робота внутрішніх органів у морських слонів під час пірнання на глибину сповільнюється, від чого знижуються витрати кисню. Природними ворогами морських слонів є білі акули і косатки, які полюють у верхніх шарах води.

## Систематика
Приналежність морських слонів до справжніх тюленів сьогодні є безперечною, проте їхня позиція всередині цього таксона нерідко стає предметом дебатів. Кінг[уточнити] висловив 1983 року гіпотезу, що морські слони найбільше споріднені з родом тюленів-монахів і обидва роди представляють найдавніші форми справжніх тюленів. У 1996 році Бініда-Емоднс і Рассел[уточнити] не могли знайти доказів подібної близької спорідненості, однак підтвердили базове положення морських слонів у систематиці справжніх тюленів.
Часто для морських слонів застосовується латинська назва Macrorhinus, яку ввів Жорж Кюв'є. Однак вона ідентична з назвою одного з родів жуків і тому більшого поширення набула назва Mirounga, автором якої був Джон Едвард Грей. Ця назва походить від назви морських слонів мовою австралійських аборигенів.

## Галерея

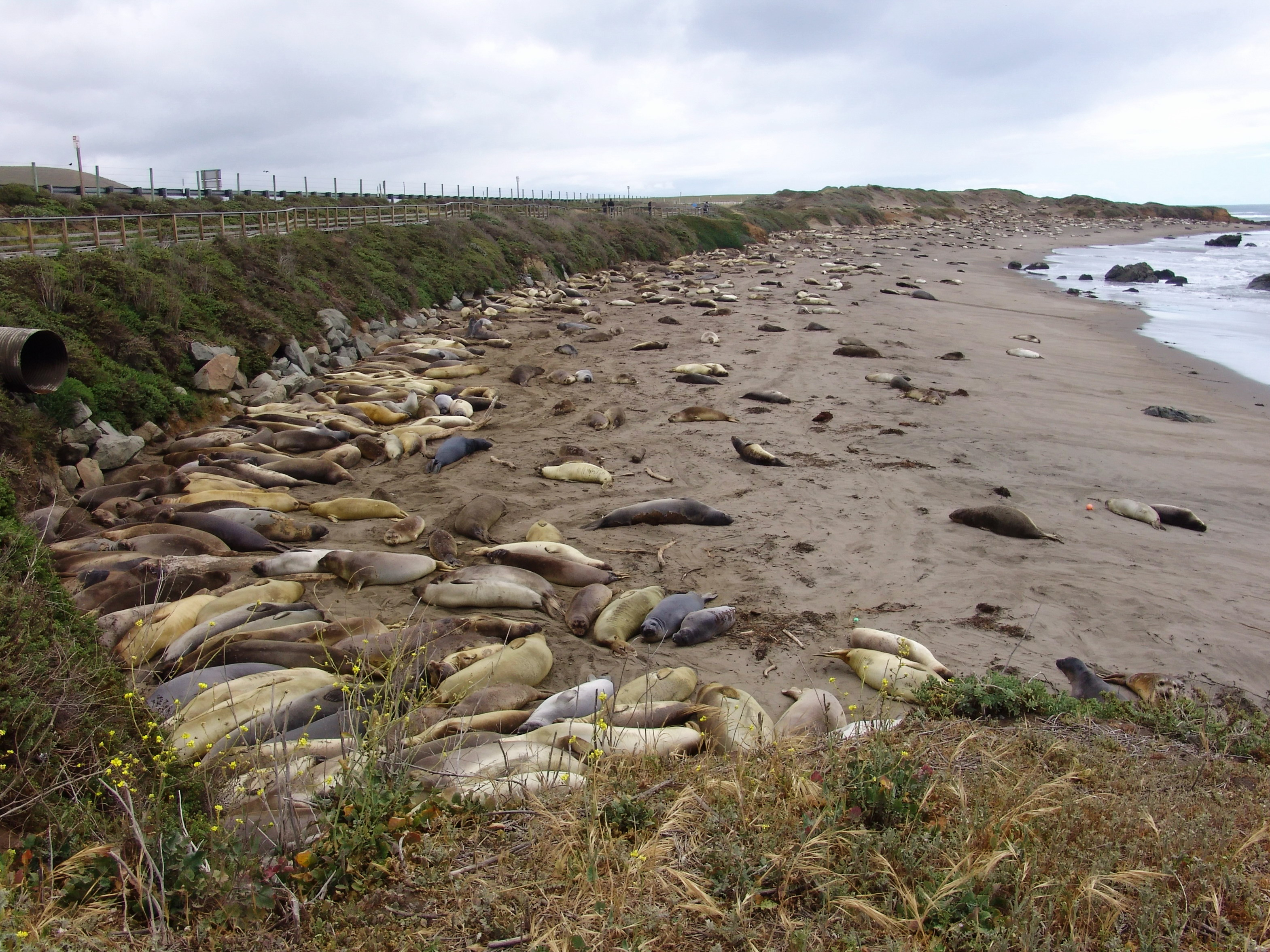
Північні морські слони на пляжі Сан-Симеон, Каліфорнія
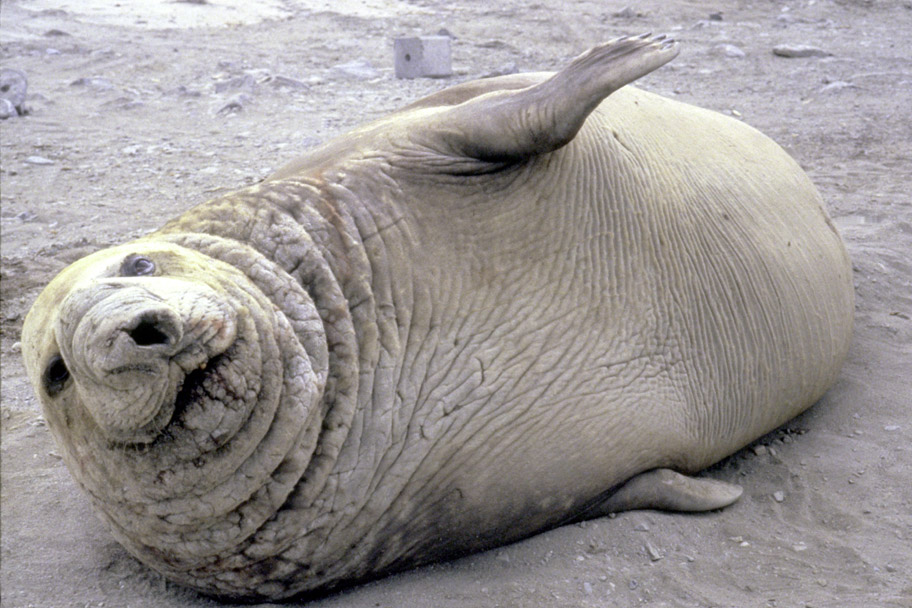
Південний морський слон
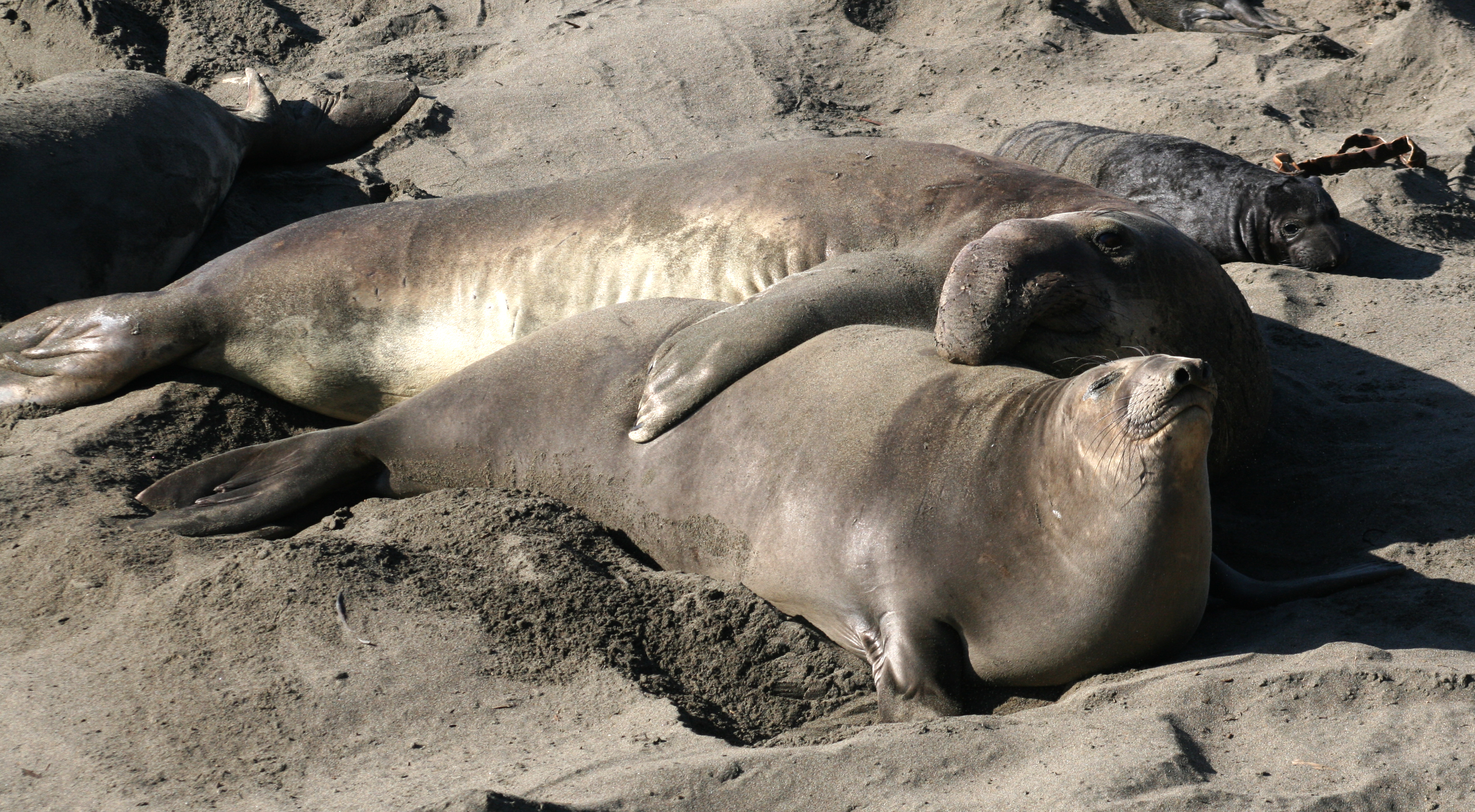
Самець, самка і дитинча
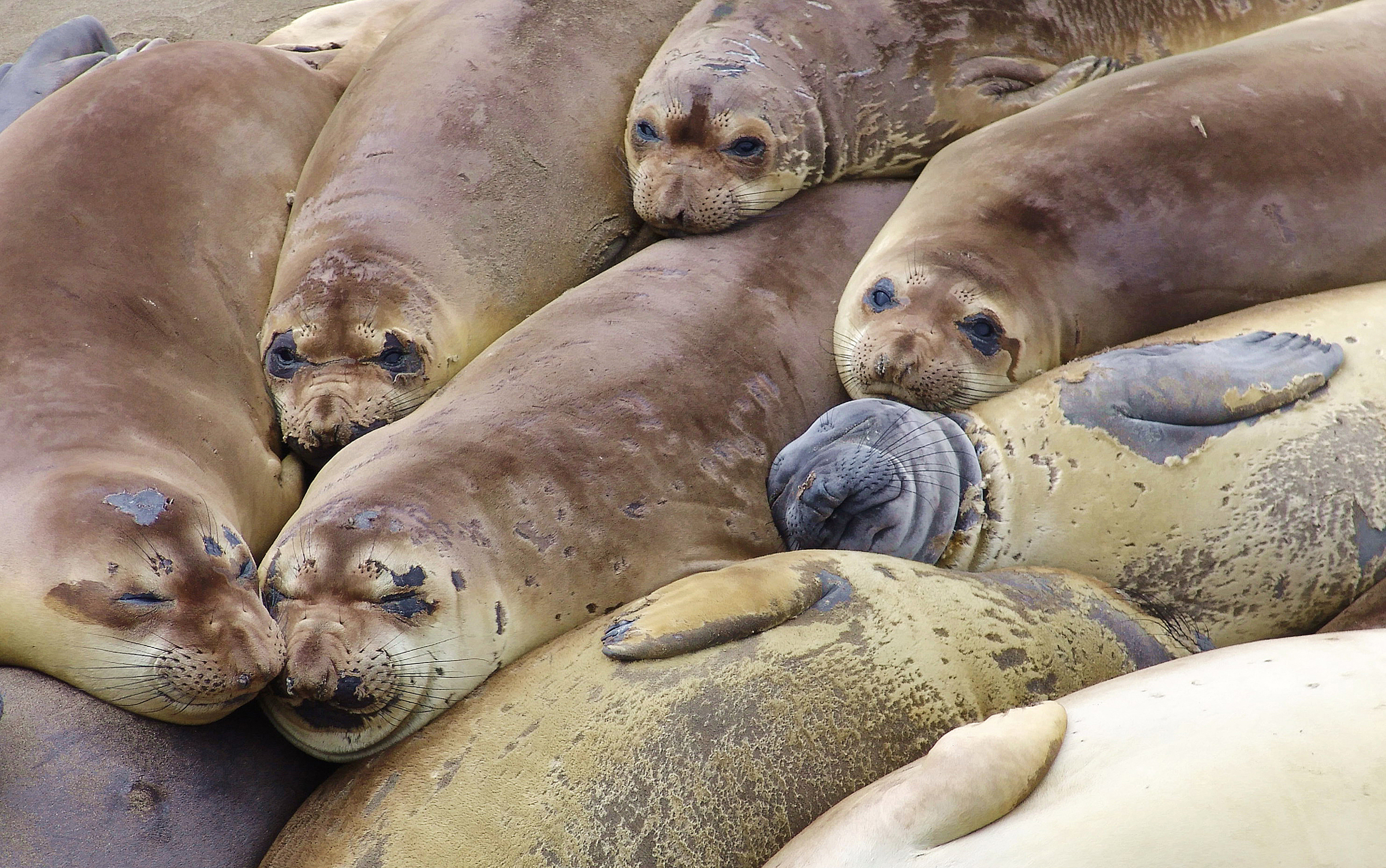
Північні морські слони під час сезону линяння поблизу Сан-Симеон, Каліфорнія
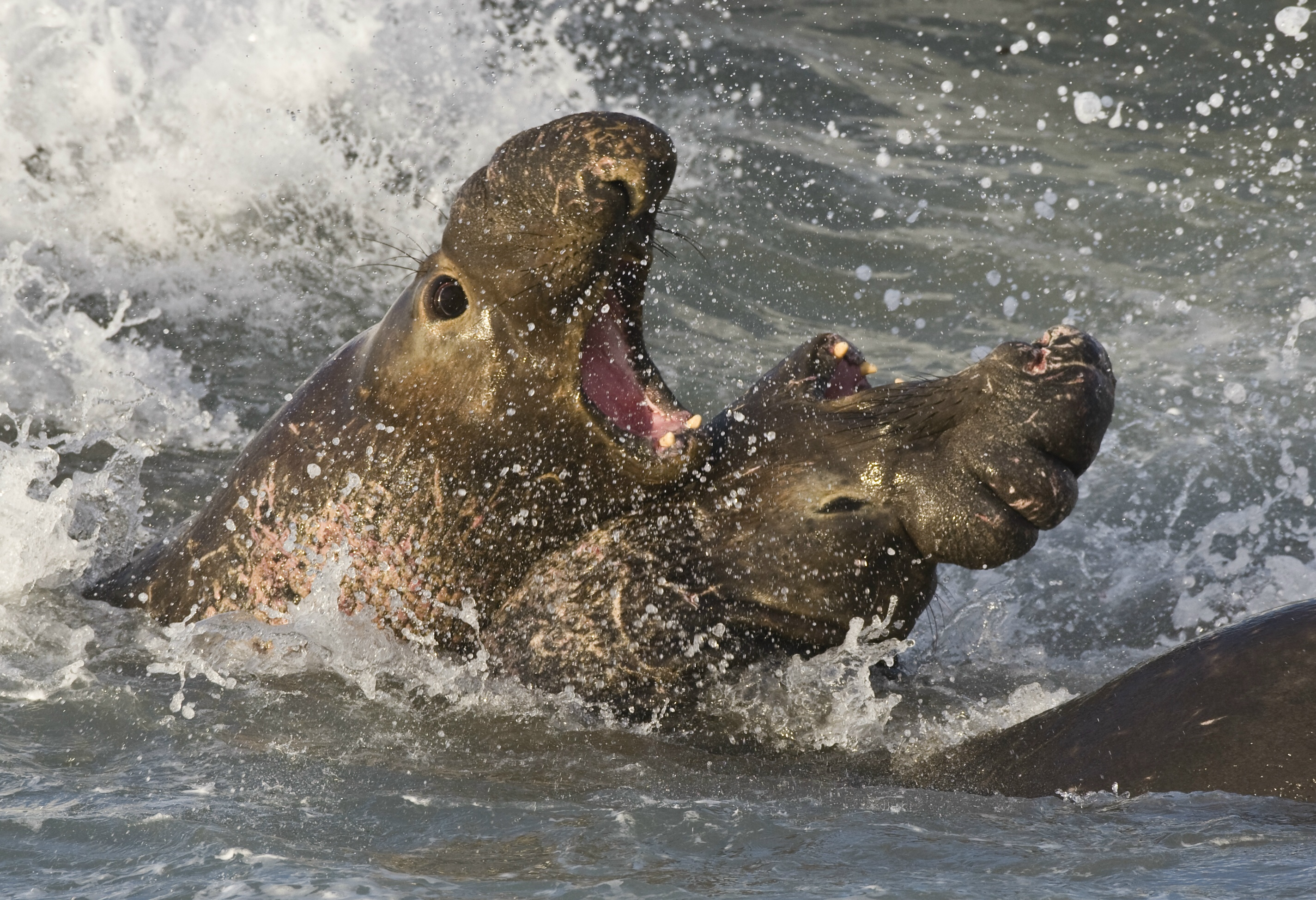
Боротьба двох самців
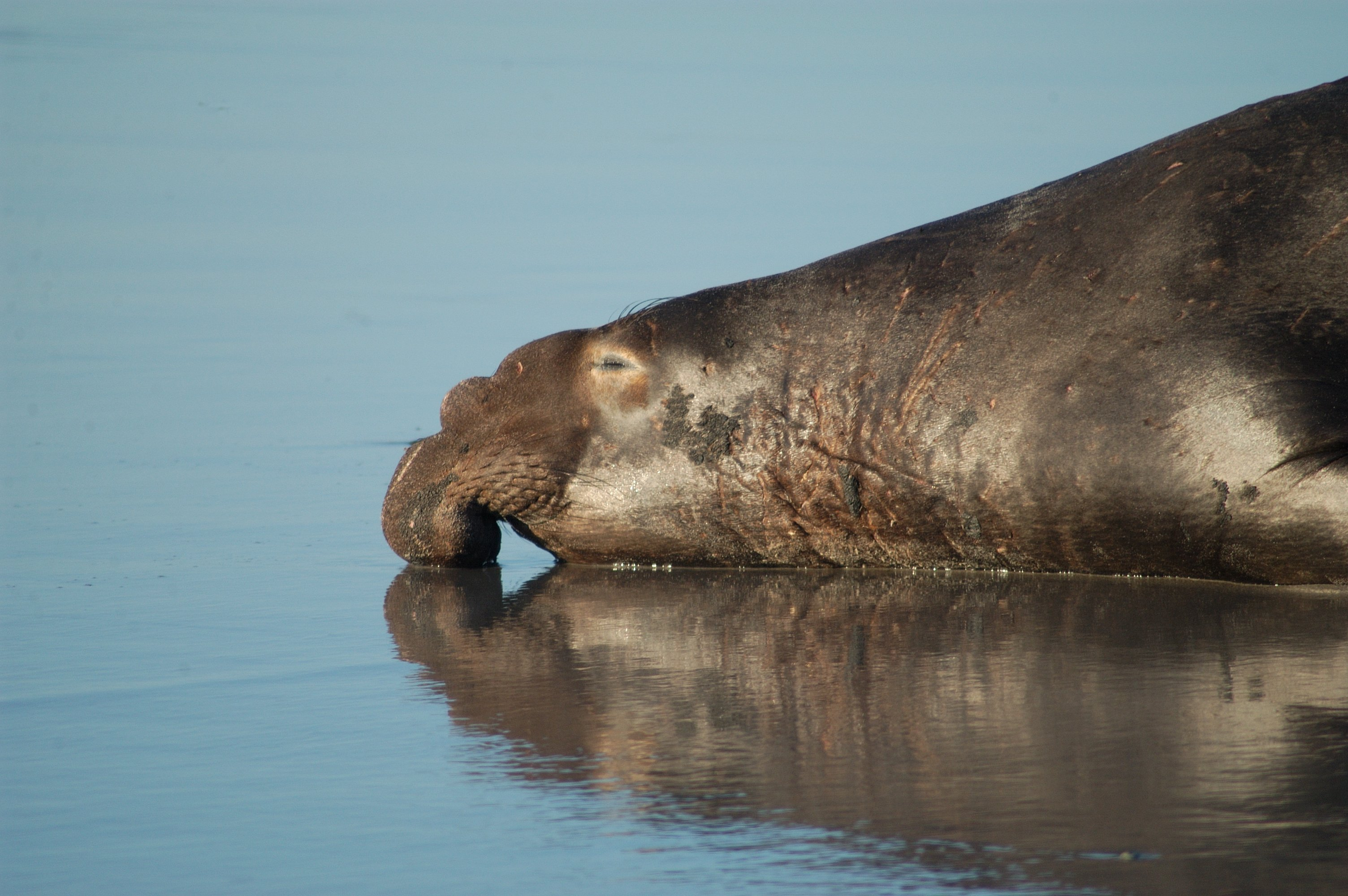
Морда морського слона
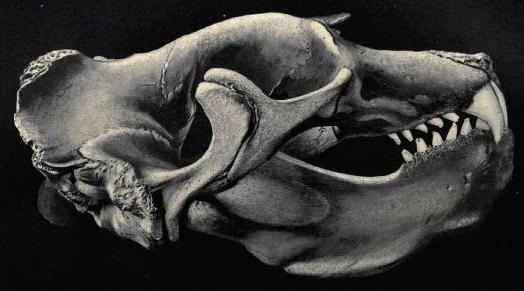
Череп північного морського слона
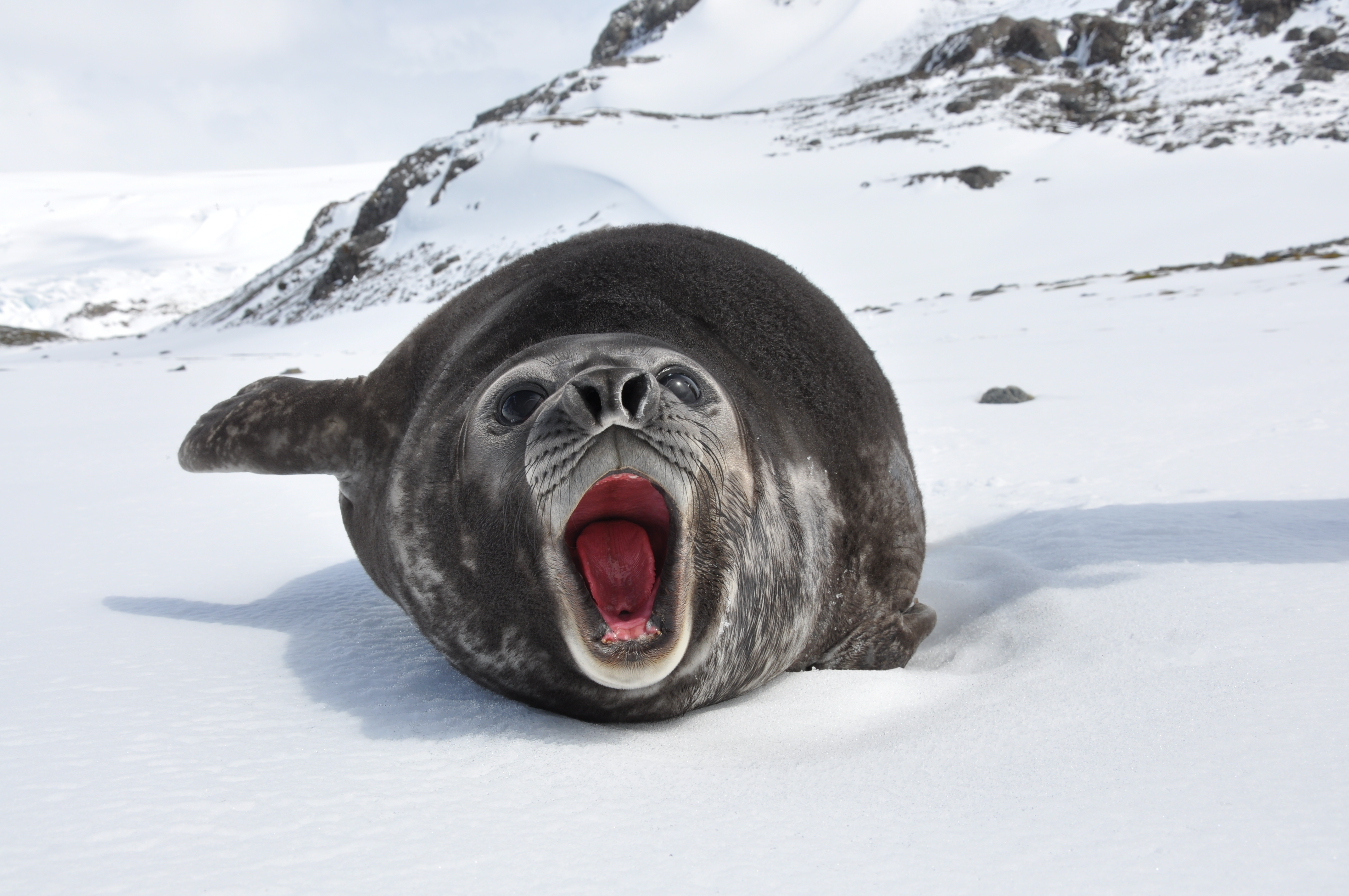
Молодий південний морський слон